# Circuitos de apoio
O microprocessador não é totalmente funcional, pois necessita de vários circuitos de apoio para torná-lo útil.

## Clocks e Osciladores
Os computadores são construídos com base num projeto de circuitos denominado clocked logic. Todos os elementos lógicos do computador foram projetados para operarem em sincronismo. Eles executam as operações que lhes cabem passo a passo e cada circuito executa um passo ao mesmo tempo que todos os circuitos restantes do computador. Essa sincronia operacional permite que a máquina controle todos os bits que processa, garantindo que nada passe despercebido.
O clock do sistema é o regente que marca o tempo da orquestra de circuitos. Entretanto o próprio clock precisa de algum tipo de indicação.
Um circuito eletrônico capaz de marcar o tempo com precisão e continuidade é chamado de oscilador. A maioria dos osciladores se baseiam num princípio simples de Feedback. O circuito de feedback é muito mais curto e a frequência é milhares de vezes maior.